# HD 167771
HD 167771，又名BD-18 4886，SAO 161267、HR 6841，是一颗恒星，视星等为6.54，位于銀經12.7，銀緯-1.13，其B1900.0坐标为赤經18h 11m 36.6s，赤緯-18° -1.13′ 55″。